# Huis van Staketsel

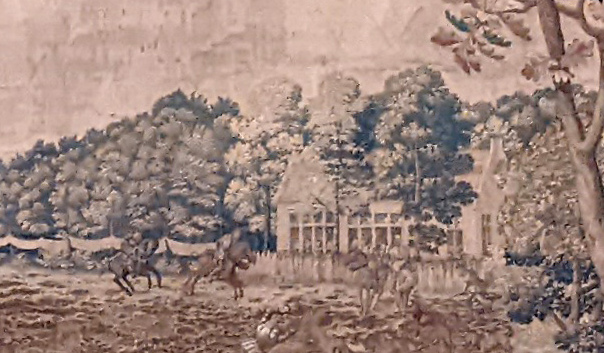
Het Huis van Staketsel weergegeven op het Oktobertapijt van de Jachten van Maximiliaan (ca. 1533)

Het Huis van Staketsel was een klein jachtslot van de Habsburgse vorsten in het Zoniënwoud te Boondaal. Het heeft slechts bestaan in de 16e eeuw.

## Geschiedenis
Het gebouw werd omstreeks 1504 opgericht op kosten van het hertogdom Brabant, ten behoeve van de jacht. De benaming huys van Staketsel verwees naar een constructie die was ingericht om wild op te drijven. Als verblijf van vorsten werd het ook bedacht met de naam s'Heeren huys. Het had een houten galerij met wandtapijten
Op 12 november 1531 kwamen duizenden Brusselaars kijken naar een toernooi aan het Huis van Staketsel in aanwezigheid van keizer Karel V.
Op 13 mei 1540 was Rooms-koning Ferdinand er voor een banket aangeboden door de grote kruisbooggilde.
In 1541 was het de beurt aan Maria van Hongarije om er een feest te geven.
Op 28 oktober 1544 was er opnieuw een keizerlijk toernooi gevolgd door een jachtpartij. Voor de gelegenheid werd de galerij fraai gedecoreerd door Jan Colyns.
Ten tijde van koning Filips II van Spanje raakte het Huis van Staketsel in verval. Het werd geplunderd tijdens de Brusselse republiek en kende geen herstel meer. In 1585 kreeg Hugues du Chasteau toelating om op de ruïnes een hut te bouwen.